# جسم صلب

موقعیت یک‌جسم صلب با موقعیت مرکز جرم و گرایش آن (در مجموع حداقل شش پارامتر) تعیین می‌گردد.

جسم صُلب (به انگلیسی: Rigid body) در فیزیک به جسمی گفته می‌شود که تغییر شکل در آن صفر یا بسیار کوچک است و می‌توان از آن صرف نظر کرد. فاصله بین هر دو نقطه داده شده بر روی یک جسم صلب، بدون توجه به نیروهای خارجی یا ممان‌های اعمال شده بر روی آن، در طول زمان ثابت می‌ماند.
در مطالعه نسبیت خاص، جسم صلب وجود ندارد؛ و اجسام را فقط درصورتی می‌توان صلب فرض کرد که نزدیک به سرعت نور حرکت نکنند. در مکانیک کوانتوم، یک جسم صلب معمولاً به عنوان مجموعه ای از ذره‌های نقطه‌ای تصور می‌شود. به عنوان مثال، مولکول‌ها (متشکل از ذره‌های نقطه‌ای: الکترون‌ها و هسته‌ها) اغلب به صورت اجسام صلب دیده می‌شوند.

## تعریف علمی جسم صلب
تعریف بالا یک تعریف نظریه‌ای و ایده‌آل می‌باشد؛ زیرا در بهترین حالت نیز اجسام تحت تأثیر نیروهای مختلف دارای ارتعاشات هستند. با این وجود و با چشم‌پوشی از جزئیات اجسام ثابت و جامد معمولاً سفت و محکم گفته می‌شوند.
در حقیقت هر جسمی هر اندازه که سفت باشد، باز هم صلب نیست و نقاط آن نسبت به یکدیگر کمی جابجا می‌شوند؛ بنابراین جسم صلب ایده‌آل وجود ندارد؛ ولی گاهی حرکت نسبی نقاط جسم نسبت به حرکت کلی آن خیلی کوچک هستند یا در نظر گرفتن این جابجایی‌ها، تأثیری در مسئله نمی‌گذارد. در این شرایط، برای سادگی در مدل‌سازی، جسم، صلب در نظر گرفته می‌شود.

## حرکت جسم صلب
با توجه به پیکربندی سیستم یک مرکز جرم تعریف می‌شود، به گونه‌ای فرض می‌شود که کلیهٔ نیروها و گشتاور نیروهای خارجی که از بیرون بر سیستم اثر می‌کند، بر مرکز جرم وارد می‌شود؛ بنابراین مرکز جرم نمایندهٔ سیستم بوده و حرکت آن بیانگر سیستم است.

## تعادل جسم صلب
در بحث تعادل در جسم‌های دیگر بنا به فرض، اجسام را به عنوان یک نقطهٔ مادی در نظر گرفتیم. در حالی که چنین فرضی همیشه امکان‌پذیر نخواهد بود و نمی‌توان از ابعاد جسم صرف نظر نمود بنابراین در این حالت نیروها در یک نقطهٔ متقارب نخواهند بود و علاوه‌بر حرکت، امکان دَوَران (گشتاور) جسم تحت تأثیر نیروهای وارده نیز وجود دارد؛ لذا شرط تعادل در مورد اجسام صلب به صورت زیر خواهد بود:
1. برای اینکه جسم در راستای محور x جابجایی نداشته باشد باید:
2. برای اینکه جسم در راستای محور y جابجایی نداشته باشد باید:
3. برای اینکه جسم در راستای محور z جابجایی نداشته باشد باید:

برای بررسی تعادل اجسام صلب، همانند نقاط مادی باید ابتدا پیکر آزاد آن‌ها را ترسیم نمود. برای این منظور، باید جسم را از محیط اطراف آن جدا نمائیم و چون اجسام بر روی تکیه‌گاه‌هایی قرار دارند که با توجه به نوع آن‌ها مانع از حرکت (جابجایی) یا چرخش جسم می‌گردند؛ لازم است ابتدا تکیه‌گاه‌ها و عکس‌العمل‌های آن‌ها را معرفی نمائیم.

## تعریف عکس‌العمل تکیه‌گاهی
منظور از عکس‌العمل تکیه‌گاهی اجسام، واکنشی است که تکیه‌گاه در جهت حفظ تعادل آن‌ها از خود نشان می‌دهد و مانع از حرکت یا دوران جسم مورد نظر می‌شود.

## انواع تکیه‌گاه‌ها
الف) تکیه‌گاه غلطکی (یک مجهولی): عبارت است از تکیه‌گاهی که تنها یک عکس‌العمل آن هم عمود بر سطح اتکای خود دارد؛ همانند چرخ اتومبیل روی سطح بدون اصطکاک. (ردیف ۱ جدول ۴)
ب) تکیه‌گاه مفصلی (دومجهولی): به تکیه‌گاهی گفته می‌شود که دارای دو عکس‌العمل می‌باشد؛ یکی مماس بر سطح اتکا و دیگری عمود بر آن خواهد بود. (ردیف ۲ جدول ۴)
ج) تکیه‌گاه گیردار (سه مجهولی): تکیه‌گاهی است که دارای سه عکس‌العمل به شرح زیر می‌باشد: (ردیف ۳ جدول ۴)
۱. مماس بر سطح تکیه‌گاه
۲. عمود بر سطح تکیه‌گاه
۳. عکس‌العمل دَوَرانی
د) تکیه‌گاه میله‌ای: منظور از میلهٔ عضوی کوتاه است که در دو انتهای خود به صورت لولا یا مفصل متصل شده باشد. عکس‌العمل تکیه‌گاه میله‌ای در راستای میله و به صورت کششی یا فشاری خواهد بود.
(ردیف ۴ جدول ۴)
ه) تکیه‌گاه کابلی: هر گاه جسم توسط کابل به تکیه‌گاه متصل شود، عکس‌العمل کابل به صورت کششی و در راستای آن خواهد بود. (ردیف ۵ جدول ۴)

## حل مسئله
همان‌طور که گفته شد، شرط تعادل اجسام صلب برآورده شدن معادلات می‌باشد و برای نیل به این هدف به صورت زیر عمل می‌نمائیم.
گام یکم: ترسیم پیکر آزاد جسم؛ ابتدا جسم را از تکیه‌گاه‌ها جدا نموده و با توجه به نوع تکیه‌گاه، عکس‌العمل‌های مربوطه را در محل تکیه‌گاه و در جهت دلخواه قرار می‌دهیم.
گام دوم: تجزیهٔ نیروها؛ همهٔ نیروهای مورب را روی پیکر آزاد در صورت وجود به مؤلفه‌های آن تجزیه می‌نمائیم.
گام سوم: تشکیل معادلات و حل آن‌ها
با تشکیل معادلات تعادل و حل آن‌ها مجهولات مسئله (عکس‌العمل‌ها) تعیین می‌شوند.